# Atlanta Rhythm Section (album)
| Recensione              | Giudizio |
| ----------------------- | -------- |
| Dizionario del Pop-Rock |          |

Atlanta Rhythm Section è il primo album del gruppo musicale statunitense Atlanta Rhythm Section, pubblicato dall' etichette discografiche Decca nel gennaio del 1972 .

## Tracce

### LP
Lato A
1. Love Me Just a Little (Sometime) – 6:05 (Robert Nix, Dean Daughtry, Buddy Buie)
2. Baby No Lie – 3:51 (Robert Nix, Dean Daughtry, Buddy Buie, Barry Bailey)
3. All in Your Mind – 3:16 (Buddy Buie, James Cobb)
4. Earnestine – 2:33 (Robert Nix, Dean Daughtry, Barry Bailey)
5. Forty Days and Forty Nights – 4:21 (Randall Bramblett, Davis Causey, Bob Jones)

Lato B
1. Another Man's Woman (It's So Hard) – 4:46 (Robert Nix, Dean Daughtry, Buddy Buie)
2. Days of Our Lives – 3:12 (Buddy Buie, Barry Bailey, James Cobb)
3. Yours and Mine – 2:39 (Robert Nix, Buddy Buie)
4. Can't Stand It No More – 4:03 (Buddy Buie, James Cobb, Rodney Justo)
5. One More Problem – 3:08 (Robert Nix, Dean Daughtry, Buddy Buie, Barry Bailey)

## Formazione
- Rodney Justo – voce
- Barry Bailey – chitarra elettrica solista, chitarra acustica solista
- J. R. Cobb – chitarra elettrica ritmica, chitarra acustica ritmica
- Dean Daughtry – pianoforte, organo
- Paul Goddard – basso
- Robert Nix – batteria, percussioni

Note aggiuntive
- Buddy Buie – produttore (per la B.B.C. Productions)
- Registrazioni effettuate presso lo "Studio One" di Atlanta, Georgia (Stati Uniti)
- Rodney Mills e Don Tanner – ingegneri delle registrazioni
- Mike McCarty – design copertina album originale [5]